# Lillsjön (Gullabo socken, Småland)
Lillsjön är en sjö i Torsås kommun i Småland och ingår i Bruatorpsåns huvudavrinningsområde.